# Bergsskolan
Den här sidan handlar om Bergskolan i Filipstad. För Bergsskolan i Falun som 1819–1831 var den enda i Sverige och då kallades Bergsskolan, se Bergsskolan i Falun.
Bergsskolan är en yrkeshögskola för ingenjörsutbildning i Filipstad. Skolan drivs av Stiftelsen Bergsskolan i Filipstad. Bergsskolan utbildar ingenjörer och tekniker inom bergs- och anläggningsteknik samt metallurgi. 

## Historik
Bergsskolan grundades 1830 av bergmästare Frans Adolf von Schéele, ursprungligen med namnet Värmländska Bergselementärskolan. Första årskullen bestod av 15 elever och utbildningen som var drygt två månader lång genomfördes i von Schéele bostad, i hörnet av Bryggaregatan och Magasinsgatan i Filipstad. Studietiden utökades efter hand och platsen för verksamheten flyttades mellan olika lokaler. I mitten av 1800-talet flyttade man dock in i ett eget hus vid Hantverksgatan.
En tomt köptes in 1870 och där byggdes skolan på den platsen där den fortfarande är belägen. Från början hade byggnaden ingång från Tingshusgatan, men den byggdes ut i etapper till den utformning som den har idag. 1930 firade skolan sitt 100-årsjubileum. Samtidigt behandlades en utredning om att lägga ned skolan till förmån för Bergsskolan i Falun. Med inflytande från de värmländska bruksägarna blev det tvärtom. Filipstad fick ha kvar sin skola och den i Falun lades ned.
Undervisningen uppdelades 1931 i en metallurgisk linje och en gruvteknisk linje; båda tvååriga. 1941 startade man kurser för förmän vid järnverk och 1946 inrättades en bergskemisk linje. 1962 förlängdes utbildningstiden till tre år, med elevernas placering i industrier och forskningsinstitutioner under den femte terminen.
En ny byggnad uppfördes parallellt med den gamla skolbyggnaden 1968, och de båda husen byggdes samman. Från 1968 kom också skolans huvudmannaskap att delas mellan Jernkontoret och Filipstads kommun. Från höstterminen 1993 startade skolan en ettårig teknikerutbildning och från och med höstterminen 1996 fick Bergsskolan utbildning högskolestatus, med 80 poäng på linjerna metallurgi- och materialteknik och berg- och anläggningsteknik. Bergsskolan fick då också en teknisk basutbildning på tre terminer, som gav särskild behörighet till högskolestudier. Från och med 1999 utökades Bergsskolans högskoleutbildning till att omfatta 120 poäng på linjerna metallurgi- och materialteknik och berg- och anläggningsteknik.
Under början av 2000-talet var Högskolan Dalarna huvudman för högskoleutbildningarna på Bergsskolan, fram till 2012 då utbildningarna istället började ges i samarbete med Luleå tekniska universitet. 2019 avslutades dock även detta samarbete. Efter att skolan gick i konkurs hösten 2017, så drivs skolan numera som en yrkeshögskola sedan 2020.

## Utbildningsprogram
- Berg- och anläggningsteknik, 3 år
- Berg- och anläggningsindustri, 2 år
- Metall- och verkstadsteknik, 3 år
- Metall- och verkstadsindustri, 2 år